# Aleksiej Wierstowski
Aleksiej Nikołajewicz Wierstowski (ros. Алексéй Никола́евич Верстóвский; ur. 18 lutego?/1 marca 1799 w Sieliwiorstowie w guberni tambowskiej, zm. 5 listopada?/17 listopada 1862 w Moskwie) – rosyjski kompozytor.

## Życiorys
Był potomkiem polskiej rodziny szlacheckiej o tradycjach muzycznych, jego ojciec posiadał bogatą bibliotekę muzyczną i własną orkiestrę pańszczyźnianą. W młodości uczył się gry na fortepianie, mając 8 lat po raz pierwszy wystąpił publicznie. W latach 1816–1817 uczył się w Instytucie Korpusu Inżynierów Komunikacji w Petersburgu, następnie przeszedł do służby państwowej. Pobierał lekcje fortepianu u Johanna Heinricha Millera, Daniela Steibelta i Johna Fielda, skrzypiec u Ludwiga Maurera i Franza Böhma oraz śpiewu u Tarquiniego. Jako kompozytor zadebiutował w 1817 roku, pisząc muzykę do wodewilu Sientimientalnyj pomieszczik w stiepnoj dieriewnie. W latach 1817–1831 we współpracy z czołowymi literatami napisał ponad 35 oper, przyjaźnił się z Aleksandrem Puszkinem. W 1823 roku wyjechał do Moskwy i podjął pracę w urzędzie generał-gubernatora Dmitrija Golicyna, następnie objął stanowisko dyrektora muzyki (1825), inspektora repertuaru (1830) i dyrektora moskiewskiego oddziału teatrów carskich (1848). Przyczynił się do podniesienia poziomu teatrów moskiewskich i ich profesjonalizacji. Do przejścia na emeryturę w 1860 roku był jedną z czołowych postaci życia kulturalnego Moskwy, w 1844 roku złożyli mu wizytę Robert i Clara Schumannowie.
Jego żoną była śpiewaczka operowa Nadieżda Wasiljewna Riepina (1809–1867).

## Twórczość
Był autorem ponad 40 utworów scenicznych, w tym oper Pan Twardowski (wyst. Moskwa 1828), Wadim ili Probużdienije dwienadcati spiaszczich diew (wyst. Moskwa 1832), Askoldowa mogiła (wyst. Moskwa 1835), Toska po rodinie (wyst. Moskwa 1839), Czurowa dolina ili Son na jawu (wyst. 1841) i Gromoboj (wyst. Moskwa 1858). W czasie swojej zawodowej działalności związanej z teatrem dbał o dobór repertuaru, tłumaczył libretta sztuk francuskich, zajmował się reżyserią i organizacją nauczania w klasach teatralnych, brał też udział w przedstawieniach jako aktor i śpiewak. Był jednym z czołowych twórców rosyjskiego gatunku scenicznego zwanego opera-vaudeville, łączącego w sobie formy francuskiego wodewilu i niemieckiego singspielu. Uprawiał także lirykę wokalną, wprowadził do muzyki rosyjskiej gatunek wokalnej ballady romantycznej.